# Dispositif opérationnel de protection
Pour les articles homonymes, voir DOP.
Les dispositifs opérationnels de protection (DOP) sont, pendant la guerre d'Algérie, des équipes de recherche du renseignement éventuellement par la torture,,. Ils ont été créés en 1957 par le Centre de coordination interarmées (CCI), organe central de recherche du renseignement de l'armée française en Algérie en 1956.

## Histoire
Le général Salan confie au colonel Godard la direction de la sûreté en Algérie. Outre les forces de police, cette direction regroupe les 36 antennes de renseignements et les 18 Dispositifs opérationnels de protection (DOP) où les suspects sont interrogés par des équipes mixtes (militaires, gendarmes, policiers). Ces DOP sont habituellement présentés comme des centres de torture institutionnels. Dans cette direction on trouve aussi les centres de tri et de transit, où sont regroupés les personnes assignées à résidence.
L'historienne Raphaëlle Branche, qui a soutenu une thèse d'État en 2002 sur « l'armée et la torture en Algérie », affirme que les DOP sont nés en Indochine. Le général Salan, commandant en chef en Indochine de janvier 1952 à mai 1953, les recréa en Algérie durant son commandement de décembre 1956 à décembre 1958.
Dans les faits, les résultats obtenus seront aussi probants avec des méthodes basées sur la psychologie. Ainsi le capitaine Paul-Alain Léger neutralisera certains maquis FLN avec des techniques basées sur l'intoxication (épisode connu comme la Bleuite).